# Princess Auto Stadium
Princess Auto Stadium (do 2024 roku Investors Group Field) – stadion sportowy w Winnipeg, w Kanadzie. Został otwarty 26 maja 2013 roku. Może pomieścić 33 422 widzów. Swoje spotkania rozgrywają na nim zawodnicy drużyn futbolu kanadyjskiego Winnipeg Blue Bombers, Manitoba Bisons i Winnipeg Rifles, a także piłkarze klubu Valour FC.
Wzdłuż boiska obiekt posiada piętrowe trybuny z luksusowymi lożami i charakterystycznym, falistym zadaszeniem. Pojemność stadionu może być powiększona do 40 000 widzów.

## Historia
Pierwsze plany i koncepcje budowy nowego stadionu w Winnipeg pojawiły się w 2007 roku. W 2009 roku zdecydowano, że obiekt powstanie w pobliżu kampusu Uniwersytetu Manitoby, tuż obok stadionu uniwersyteckiego. 20 maja 2010 roku dokonano symbolicznej ceremonii otwarcia placu budowy. Obiekt miał być gotowy w 2012 roku, ale prace się przedłużyły i pierwsze wydarzenie – spotkanie religijne z udziałem 14 000 osób – odbyło się na nim 26 maja 2013 roku.
Nowy obiekt zastąpił stary Canad Inns Stadium (rozebrany w 2013 roku), z którego przeniosła się drużyna futbolu kanadyjskiego Winnipeg Blue Bombers (uczestnik CFL) oraz juniorski zespół Winnipeg Rifles (uczestnik CJFL). Jednym z gospodarzy nowej areny została także drużyna futbolu kanadyjskiego uniwersyteckiego klubu sportowego Manitoba Bisons (uczestnik U Sports football). Winnipeg Blue Bombers rozegrali na stadionie pierwszy mecz testowy 12 czerwca 2013 roku przeciwko Toronto Argonauts (6:24), a pierwszy mecz ligowy 27 czerwca 2013 roku przeciwko Montreal Alouettes (33:38). Od 2019 roku na stadionie swoje spotkania rozgrywają także piłkarze klubu Valour FC, uczestnika nowo utworzonej CPL.
W czerwcu 2015 roku stadion był jedną z aren piłkarskich Mistrzostw Świata kobiet. Rozegrano na nim siedem spotkań fazy grupowej tego turnieju. 29 listopada 2015 roku na obiekcie rozegrano mecz o Puchar Greya (Edmonton Eskimos – Ottawa Redblacks 26:20). Na stadionie odbywają się również inne zawody sportowe, jak mecze futbolu amerykańskiego czy hokeja na lodzie, a także imprezy pozasportowe (np. koncerty – na arenie wystąpili m.in. Paul McCartney, Ed Sheeran, Beyoncé, Jay-Z, One Direction, Icona Pop, AC/DC, Fall Out Boy i Guns N’ Roses).
Od otwarcia stadionu jego sponsorem tytularnym było przedsiębiorstwo Investors Group zajmujące się doradztwem finansowym (stąd obiekt zwał się Investors Group Field). Po zmianie nazwy przedsiębiorstwa na IG Wealth Management, w 2019 roku zmieniono nazwę stadionu na IG Field.